# 179 f.Kr.

## Händelser

### Efter plats

#### Romerska republiken
- Tiberius Gracchus Major beger sig till Hispania som romersk guvernör, för att ta hand om ett uppror där.
- Bron Pons Aemilius färdigställs över Tibern i Rom. Den anses vara världens första stenbro.
- Marcus Aemilius Lepidus utnämns till både censor och princeps senatus.

#### Grekland
- Filip V av Makedonien dör i Amfipolis i Makedonien, ångerfull över att ha dödat sin yngre son Demetrios på uppmaning av sin äldre son Perseus. Han efterträds ändock av sonen Perseus.

#### Mindre Asien
- Eumenes II av Pergamon besegrar Farnakes I av Pontos i ett stort slag. Då han finner, att han inte klarar av Eumenes och Ariarathes IV:s av Kappadokien styrkor tvingas Farnakes köpa sig fred, genom att avträda alla sina erövringar i Galatien och Paflagonien, med undantag av Sinope.

## Födda
- Liu An, kinesisk prins, geograf och kartograf (död 122 f.Kr.)
- Sima Xiangru, kinesisk statsman, poet och musiker (död 117 f.Kr.)
- Dong Zhongshu, kinesisk vetenskapsman, som anses vara den, som har infört konfucianismen som den kinesiska kejsarstatens officiella ideologi (död 104 f.Kr.)

## Avlidna
- Filip V, kung av Makedonien från 221 f.Kr., vars försök att utöka det makedoniska inflytandet i Grekland har inträffat samtidigt med växande romersk inblandning i grekisk politik och har resulterat i att han har blivit militärt besegrad av Rom (född 238 f.Kr.)
- Liu Xiang, kinesisk prins inblandad i Lü-klanoroligheterna 180 f.Kr. och sonson till kejsar Han Gaodi